# Ток-бокс

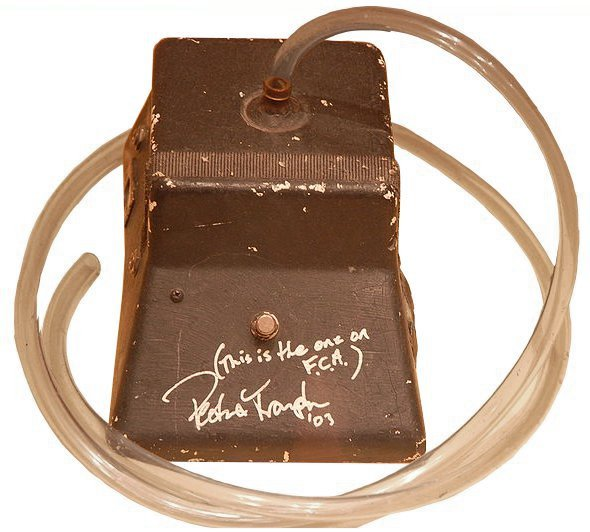
Ток-бокс Пітера Фремптона

Ток-бокс (англ. talkbox) — блок ефектів, що дозволяє музикантам змінювати звук музичного інструменту, так що його звучання набуває інтонацій людського голосу. 
Являє собою герметичний корпус зі звуковим виводом вигляді пластикової трубки (шланга). Джерелом звуку є динамічна головка, розташована всередині корпусу. На неї подається сигнал з електромузичного інструменту (гітари, синтезатора). Резонатором для звукового виходу трубки є ротова порожнина виконавця.
Ток-бокс використовує гітарист Річі Самбора, зокрема, у композиції «Livin' On A Prayer» групи Bon Jovi (альбом «Slippery When Wet», 1986).

## Історія

### Горловий вугільний мікрофон
У 1939 році Елвіно Рей, радист-любитель W6UK, використовував горловий вугільний мікрофон, щоб модулювати звук своєї електрогітари. Отриманий ефект назвали «співаючі гітари» (англ. Singing Guitar), і використовувався як на сцені, так і в фільмі Jam Session, але не отримав великого поширення.

### Sonovox
У тому ж 1939 році Гілберт Райт винайшов пристрій Sonovox, який з допомогою спеціальних мембран, що кріпилися до горла виконавця, змінював людський голос, наближаючи його до звучання музичних інструментів. Sonovox отримав більше поширення, ніж «співаючі гітари» Рея, зокрема, він використовувався у фільмах «Дамбо» (1941), The Reluctant Dragon (1941), «Одержима» (1947), «Таємне життя Волтера Мітті» (1947), «Розмовляючий літак Віззер» (1947), Чарівне фортепіано Спаркі (1947), «Лист трьом дружинам» (1949) і The Good Humor Man (1950). Пізніше соновокс використовувала британська рок-група The Who при записі альбому The Who Sell Out (1967) і в треку «The Rock» альбому Quadrophenia (1973).

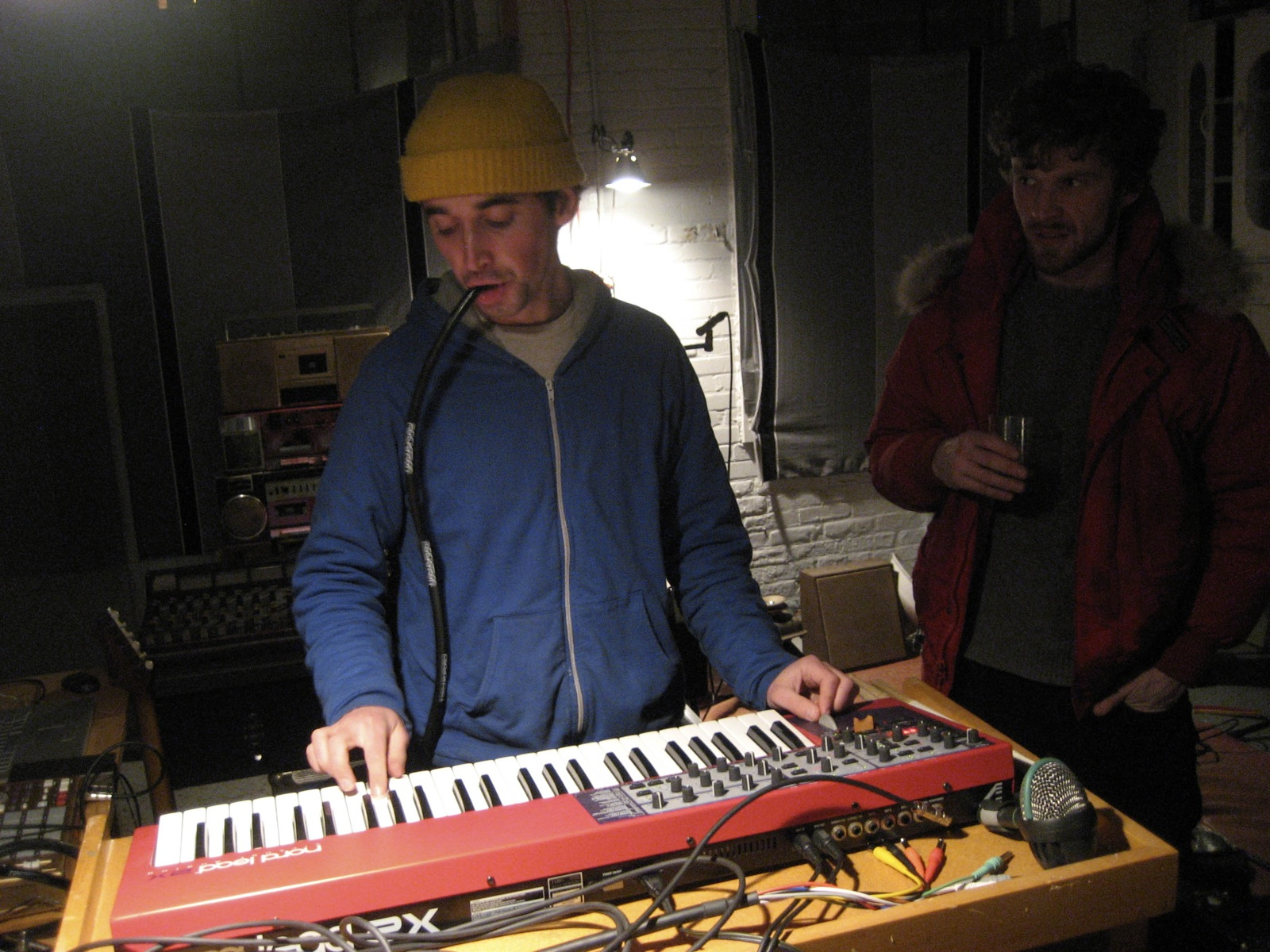
Використання ток-боксу

### Talking Steel Guitar
Пит Дрейк, продюсер і виконавець на педальній слайд-гитарі з Нашвілла, використовував ток-бокс при запису альбом «Назавжди» (англ. Forever) в 1964 році, після чого його інструмент стали називати «розмовляюча стіл-гітара». В наступному році студія Gallant випустили три альбоми при записі яких використовувався ток-бокс: Pete Drake & His Talking Guitar, Talking Steel Singing and Strings, and Talking Steel Guitar. Ток-бокс Дрейка складався з 8-дюймового паперового конуса гучномовця, прикріпленого до воронки, яка з'єднувалася трубкою з ротом виконавця. Пристрій був досить гучним, щоб використовуватися в студії звукозапису.

### The Bag
Першим ток-боксом на масовому музичному ринку став пристрій компанії Kustom Electronics, що отримав назву «Сумка» (англ. The Bag), бо  його було розміщено в декоративній сумці через плече. Пристрій було запущено в продаж на початку 1969 року, за два роки до того як став широко доступний Talk Box Bob Heil. Він був розроблений Дагом Форбсом, , який стверджував, що точно така ж концепція (динамік кріпиться до пластикової трубки, вставленої в рот) раніше була запатентована як «Штучна гортань» (англ.  The Artificial Larynx). The Bag від Kustom Electronics використовували Джон Кей з Steppenwolf, Sly & the Family Stone, Ел Купер, Iron Butterfly, Елвін Лі, Young-Holt Unlimited, Стіві Вандер, The Osmonds, The Crusaders, Джефф Бек.

### Heil Talk Box
Перший потужний ток-бокс був розроблений інженером Бобом Хейлом для музиканта Джо Уолша. У 1974 році вийшов сингл «Tell Me Something Good» Руфус і Чака Хан, який на піку своєї популярності був номером три в Billboard Hot 100, став одним з перших хітів, при записі якого використовувався ток-бокс. У 1988 році Хейл продав права на виготовлення пристрою Dunlop Manufacturing, яка в даний час виробляє Heil Talk Box за стандартами розробленими Хейлом в 1973 році.

### Інші
У 1974 році Пітер Фремптон, взявши за основу Heil Talk Box, розробив свою версію ток-боксу, яка виробляється досі під маркою «Framptone»
Піт Таунсенд у своїй автобіографії «Хто я» (2012 рік), стверджував, що винайшов свою версію ток-боксу під час турне The Who по США в 1976 році.
Серед тих хто також використовував ток-бокси такі відомі музиканти та групи як Тодд Рандгрен, Ден Макафферті з Nazareth, Джо Перрі з Aerosmith, Волтер Беккер з Steely Dan,, Девід Гілмор з Pink Floyd, Маттіас Ябс з Scorpions, Річі Самбора з Bon Jovi, Слеш з Guns N' Roses, Мік Марс з Motley Crue, Брайан Мей, Том Морелло з Rage Against the Machine, Metallica, Дейв Грол з Foo Fighters, Джона Петруччі з Dream Theater, М. Шадоус з Avenged Sevenfold, Саллі Ерна з Godsmack, Alice in Chains, Адам Джонс з Tool, Eagles, Chromeo, а також десятки інших виконавців і груп.
Ток-бокс, підключений до IPad, на якому був додаток зі звуковими ефектами, був використаний для створення голосу персонажа BB-8 у фільмі «Зоряні війни: Пробудження сили».